# Milcherzeugungsschlacht

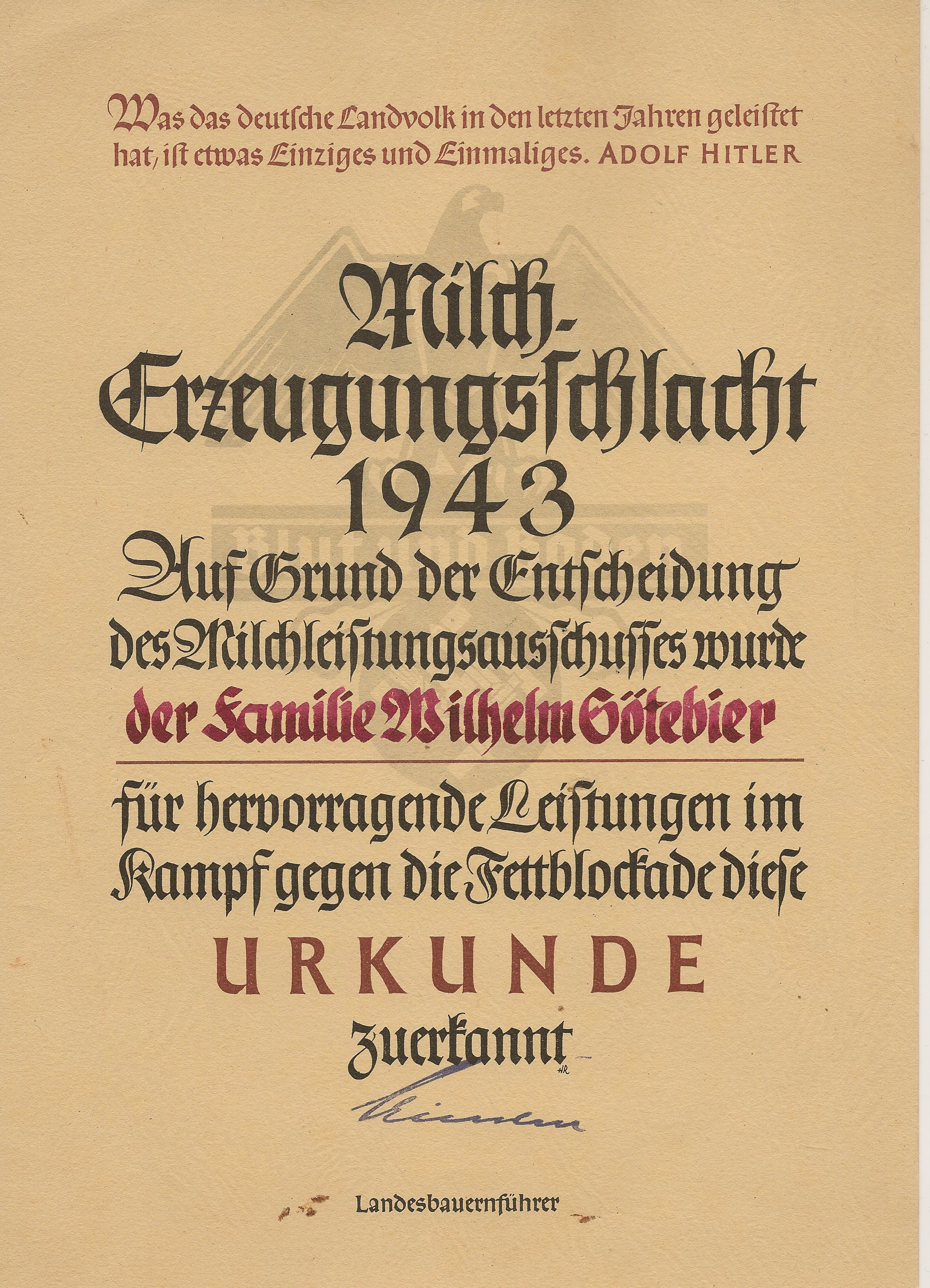
Urkunde für die Familie Sötebier für die Leistungen im Rahmen der Milcherzeugungsschlacht 1943

Die Milcherzeugungsschlacht war in der Zeit des Nationalsozialismus ein Wettbewerb zur Förderung der Milcherzeugung während des Zweiten Weltkriegs. 
Am 6. März 1940 eröffnete das Reichsernährungsministerium den ersten Wettbewerb im Rahmen der Milcherzeugungsschlacht. Diejenigen Bauern wurden mit Urkunden und Geldprämien ausgezeichnet, die höhere als die für das jeweilige Gebiet festgesetzten Milchmengen an die Molkereien ablieferten. 
Der Wettbewerb sah die Einrichtung eines Milchleistungsausschusses vor, der die Erzeuger über die optimale Fütterung sowie über die Pflege und Haltung von Milchkühen beraten sollte.